# Nelson Daily News
Die Nelson Daily News war eine Tageszeitung in Nelson, British Columbia, die im Jahr 2010 eingestellt wurde. Ihr letzter Besitzer war Black Press, der größte Herausgeber von Wochenzeitungen in British Columbia, dem auch die konkurrierende Wochenzeitung Nelson Star gehört.

## Geschichte
Die Daily News wurde 1902 gegründet und existierte 109 Jahre. Sie diente als Zeitung und Chronik für Nelson, die die kleinste Gemeinde Kanadas mit einer Tageszeitung war. Die tägliche Auflage im Jahr 2010 betrug etwa 2000 Exemplare, zu diesem Zeitpunkt befand sich die Zeitung bereits in finanziellen Schwierigkeiten.
Black Press erwarb die Nelson Daily News im Juli 2010 als Teil einer größeren Transaktion, bei der Glacier Media mehrere seiner Zeitungen in British Columbia, hauptsächlich Wochenzeitungen, verkaufte. Der ehemalige Black-Manager Don Kendall kaufte zugleich auch die Glacier Dailies in Cranbrook und Kimberley, obwohl Black „an einigen Titeln in Cranbrook, Kimberley, Nelson und Prince Rupert nicht so sehr interessiert war. Aber Glacier verkaufte die Zeitungen nur als Gesamtpaket.“
Nachdem Black die Nelson Daily News und die Prince Rupert Daily News gekauft hatte, schloss er sie einige Tage später. Es besaß bereits konkurrierende Wochenzeitungen in beiden Märkten, und zwar den Nelson Star und die The Northern View in Prince Rupert. Rick O’Connor, Blacks Betriebsleiter, sagte, dass die Zeitungen in Nelson und Prince Rupert zusammen mit zwei anderen Wochenzeitungen, die am selben Tag geschlossen wurden, im vergangenen Jahr eine Million Dollar verloren hätten. Die Schließung der Nelson Daily News hatte 25 Entlassungen zur Folge.
Nach der Einstellung der Nelson Daily News beauftragte Black Press den früheren Redakteur Bob Hall, den Nelson Star zu leiten, der seine Erscheinungsfrequenz von wöchentlich auf zweimal wöchentlich erhöhte.
Black kaufte ein Jahr später die Daily Townsman und das Daily Bulletin von Don Kendall und versprach, dass beide „weiterhin gemäß ihrem aktuellen Geschäftsplan arbeiten würden und nur wenige Änderungen durch Black zu erwarten seien.“